# Назарук В'ячеслав Михайлович
В'ячеслав Михайлович Назарук (4 березня 1941, Москва, СРСР — 28 січня 2023, там же, Росія) — радянський і російський художник-мультиплікатор, художник-постановник , живописець та скульптор.

## Біографія
Народився 4 березня 1941 року в Москві  . Із трьох років виявляв інтерес до скульптури та малювання. Навчався у художній школі Радянського району Москви, що займала двоповерховий особняк XVI століття спільно з музичною школою .
- У 1965 р. закінчив художньо-графічний факультет Московського державного педагогічного інституту імені В. І. Леніна .
- У 1965—1966 роках проходив військову службу у ЗС СРСР.
- У 1968 році пройшов курси художників-постановників ЦТ при Держкомітеті з питань телебачення та радіомовлення. З цього року — робота у Т/О Екран художником-постановщиком. За час роботи створено 17 фільмів-вистав і понад 45 мультиплікаційних фільмів.
- З 1979 року член Московської Спілки художників .
- У 1982 році прийнятий до Спілки кінематографістів СРСР .
- У 1991—1992 роках запрошений на кіностудію Дісней-фільм у США для обміну досвідом (читання лекційних курсів з теорії малюнка, живопису та композиції).

В останні роки життя займався написанням картин про події у давньоруській історії .
Помер 28 січня 2023 року в Москві , на 82-му році життя. Церемонія прощання запланована на 14 годин 00 хвилин 1 лютого 2023 року в Храмі царевича Дмитра, що знаходиться при Першій міській лікарні .

## Нагороди
- Лауреат Державної премії СРСР за твори літератури та мистецтва для дітей (1985) — за серію мультиплікаційних фільмів про кота Леопольда .
- Книжкова графіка Ст. М. Назарука до видання «Сім казок Пушкіна» була відзначена Почесним дипломом Комітету з друку РФ[6] .
- У 2016 — XIII Міжнародний благодійний кінофестиваль «Променистий Ангел» — у номінації «За видатний внесок у вітчизняний кінематограф» нагороджений Спеціальним призом Дирекції кінофестивалю[7] .

## Мультиплікація

### Художник-постановник
- «Лелека і лякало» (1970)
- «Тримпу» (1971)
- «Веселі страждання» (1972)
- «Яблуко» (1972)
- «Обережні козли» (1972)
- «Заєць — симулянт» (1972)
- «Перші зустрічі» (1973)
- «Еллі в чарівній країні» (1973)
- «Самі винні» (1974)
- «Крихітка Єнот» (1974)
- «Змагання» (1974)
- «Пляжний сервіс» (1974)
- «Картина. Їхав Ваня» (1975)
- «У країні пасток» (1976)
- «Містер Твістер» (1977)
- «Петрушка-іноземець» (1977)
- «Чесне слово» (1978)
- «Вухань» (1979)
- «Кіт у чоботях» (1979)
- «Будинок для леопарду» (1979)
- «Клякса» (1980)
- «Бокс» (1980)
- «Водне поло» (1980)
- «Велоспорт» (1980)
- «Волейбол» (1980)
- «Мама для мамонтеняти» (1981)
- «Раз ковбой, два ковбой» (1981)
- «Клад кота Леопольда» (1981)
- «Телевізор кота Леопольда» (1981)
- «Прогулянка кота Леопольда» (1982)
- «День народження кота Леопольда» (1982)
- «Копійка» (1982)
- «Літо кота Леопольда» (1983)
- «Інтерв'ю з котом Леопольдом» (1984)
- «Кіт Леопольд уві сні та наяву» (1984)
- «Заповідник» (1984)
- «Чорця з пухнастим хвостом» (1985)
- «Поліклініка кота Леопольда» (1986)
- «Автомобіль кота Леопольда» (1998)
- «Кіт Леопольд» (2019)

## Верстатний живопис
1980 року, до 600-річчя перемоги на Куликовому полі, художник написав для Державного історичного музею (на замовлення Міністерства культури РРФСР) картину «Куликівська битва» .
Надалі з'явилася велика серія картин, присвячених подіям давньоруської історії. Особливий інтерес представляє триптих «Слово о полку Ігоревім» .